# Gustav Warneck

Gustav Warneck

Gustav Adolf Warneck (* 6. März 1834 in Naumburg, Sachsen-Anhalt; † 26. Dezember 1910 in Halle (Saale)) war ein deutscher evangelischer Theologe und Begründer der systematischen protestantischen Missionswissenschaft mit der ersten Professur in Halle von 1896 bis 1908.

## Leben
Warneck wuchs in einer Handwerkerfamilie auf. Nachdem er erst das Nadlerhandwerk bei seinem Vater erlernt hatte, besuchte er 1850 bis 1855 dank Unterstützung eines Onkels die  Latina der Franckeschen Stiftungen in Halle. Er studierte evangelische Theologie an der Theologischen Fakultät der Universität Halle, wo er von August Tholuck geprägt und dadurch zum Pietisten wurde. Während seines Studiums wurde er Mitglied des Hallenser Wingolf.
1858 bis 1862 unterrichtete Warneck als Hauslehrer in Elberfeld und leitete dort ein Waisenhaus. Er kam in Kontakt zu führenden Vertretern der Rheinischen Missionsgesellschaft, wegen seiner schwachen Gesundheit nahm er nur eine Stelle als Hilfsprediger in Roitzsch bei Bitterfeld an. Ab 1863 war er als Archidiakon in Dommitzsch bei Torgau tätig. Während des preußisch-österreichischen Krieges 1866 diente er als Feldprediger.
1870 wurde er zum Missionsinspektor und Reiseprediger der Rheinischen Mission in Barmen berufen. 1871 promovierte Warneck an der Universität Jena mit der Dissertation zum Thema Pauli Bekehrung, eine Apologie des Christentums. Aus Krankheitsgründen wechselte er aber 1874 ins Pfarramt in Rothenschirmbach bei Eisleben. August Schreiber wurde sein Nachfolger als Lehrer am Missionsseminar.
1874 begründete Warneck die Allgemeine Missions-Zeitschrift, die er in Verbindung mit Reinhold Grundemann herausgab. 1879 rief er die sächsische Provinzial-Missionskonferenz ins Leben. Zwischen 1892 und 1903 erschien sein fünfbändiges Hauptwerk, die Evangelische Missionslehre. Als er als Pfarrer schon emeritiert war, wurde er 1896 zum Professor für Missionswissenschaft in Halle ernannt, wodurch erstmals dieses Fach an einer deutschen Universität institutionalisiert wurde.
Er wurde auf dem Nordfriedhof in Halle an der Saale bestattet und wünschte sich auf seinem Grabstein die Worte Lass dir an meiner Gnade genügen, denn meine Kraft ist in den Schwachen mächtig.

## Familie
Gustav Warneck ist der Vater des Missionars Johannes Warneck und des Verlagsbuchhändlers Martin Warneck.

## Schriften (Auswahl)
- Missionsstunden, Band 1: Die Mission im Lichte der Bibel, 1878.
- Die gegenseitigen Beziehungen zwischen der modernen Mission und Kultur, 1879.
  - Modern Missions and Culture, übersetzt von Thomas Smith, J. Gemmel, Edinburgh 1883.
- Die christliche Mission : ihre sachliche Begründung und thatsächliche Ausführung in der Gegenwart, 1879.
- Abriß einer Geschichte der protestantischen Missionen von der Reformation bis auf die Gegenwart, 1882.
  - Outline of a History of Protestant Missions from the Reformation to the Present Time: A Contribution to Modern Church History, übersetzt George Robson, Revell, New York 1884 und 1901.
- Christiane Kähler: eine Diakonissin auf dem Missionsfelde, Verlag des Missionshauses, Barmen 1882.
- Missionsstunden, Band 2: Die Mission in Bildern aus ihrer Geschichte, 1884.
- Protestantische Beleuchtung der römischen Angriffe auf die evangelische Heidenmission, 1884–1885.
- Welche Pflichten legen uns unsere Kolonien auf?, 1885.
- Die Mission in der Schule, Ein Handbuch für Lehrer, 1887
- Die Stellung der evangelischen Mission zur Sklavenfrage, 1889.
- Evangelische Missionslehre. Ein missionstheoretischer Versuch, Gotha 1892 bis 1903, 5 Bände; modernisierte Ausgabe in Bonn 2015.
- Werner Raupp (Hrsg.): Mission in Quellentexten. Geschichte der Deutschen Evangelischen Mission von der Reformation bis zur Weltmissionskonferenz Edinburgh 1910, Erlangen/Bad Liebenzell 1990, S. 364–378 (Einleitung, Quellenauszüge, Literatur).